# Многочлен Татта

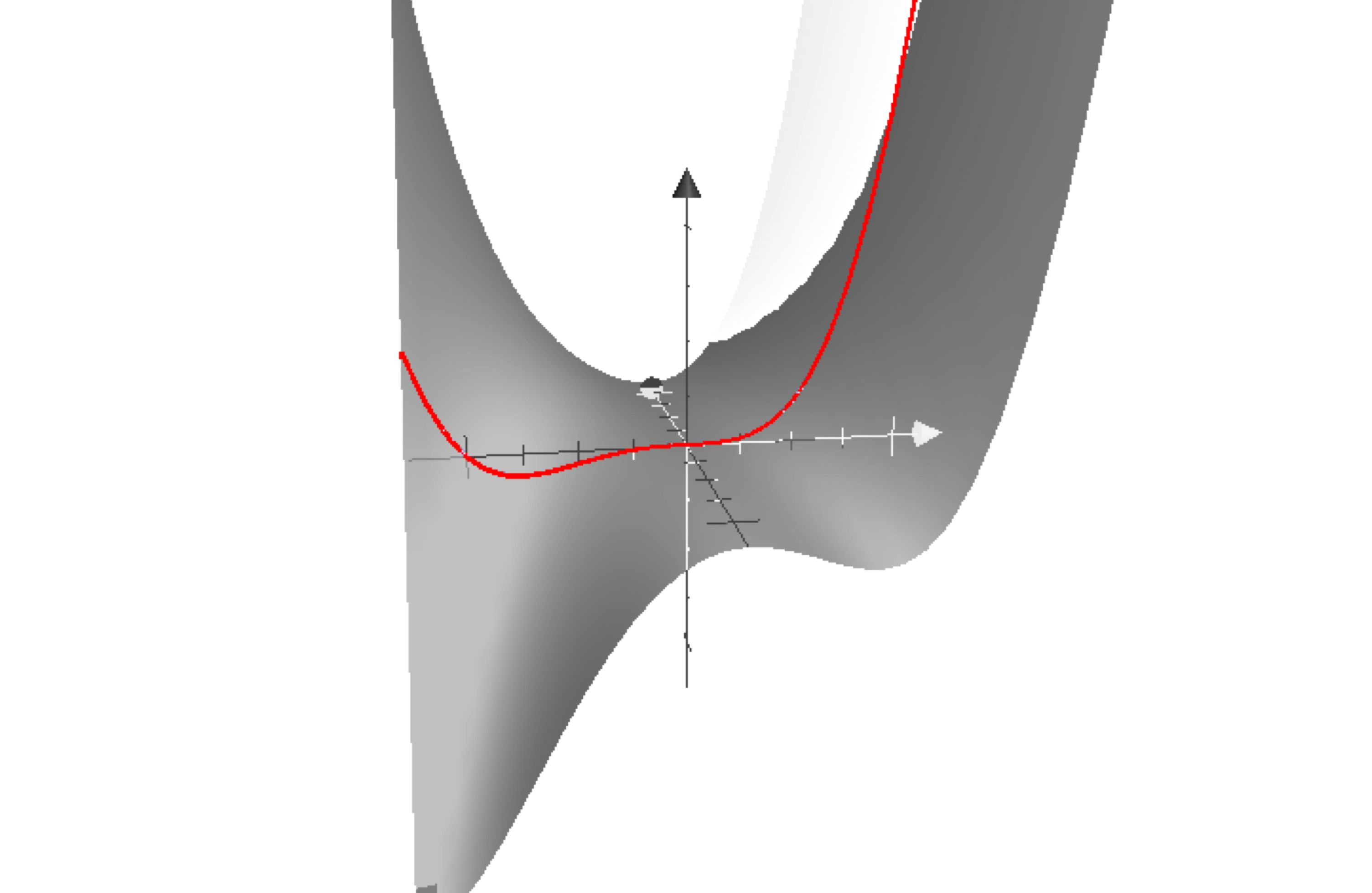
Многочлен є багаточленом Татта графа «голова бика». Червона лінія показує перетин із площиною та еквівалентна хроматичному многочлену.

Многочле́н Та́тта (або многочлен Татта — Вітні) — многочлен від двох змінних, що відіграє значну роль у теорії графів; визначений для будь-якого неорієнтованого графа і містить інформацію, наскільки граф зв'язний. Стандартне позначення {\displaystyle T_{G}}.
Спочатку вивчався в алгебричній теорії графів як конструкція для узагальнення задач підрахунку, пов'язаних з розфарбовуванням графів і ніде не нульовими потоками, згодом виявлено зв'язок із многочленом Джонса з теорії вузлів та статистичними сумами моделі Поттса статистичної фізики. Многочлен є джерелом деяких обчислювальних задач інформатики.
Багаточлен має кілька еквівалентних визначень: він еквівалентний многочлену рангу Вітні[⇨], дихроматичному многочлену Татта[⇨] та моделі випадкових кластерів Фортюена — Кастелейна (після незначного перетворення)[⇨]. Многочлен, по суті, є функцією для числа ребер множин заданого розміру і зв'язних компонент і має пряме узагальнення в теорії матроїдів. Многочлен є також для графів інваріантом найзагальнішого вигляду, який можна визначити рекурсією видалення стягування[⇨]. Деякі книги з теорії графів і матроїдів присвячують цілі розділи цьому поняттю.

## Визначення
Для неорієнтованого графа {\displaystyle G=(V,E)} многочлен Татта визначається як:
{\displaystyle T_{G}(x,y)=\sum \nolimits _{A\subseteq E}(x-1)^{k(A)-k(E)}(y-1)^{k(A)+|A|-|V|}} ,
де {\displaystyle k(A)} — число компонент зв'язності графа {\displaystyle (V,A)}. З визначення видно, що многочлен {\displaystyle T_{G}} цілком визначений і поліноміальний за {\displaystyle x} і за {\displaystyle y}.
Те ж визначення можна дати в інших позначеннях, якщо позначити через {\displaystyle r(A)=|V|-k(A)} ранг графа {\displaystyle (V,A)}. Тоді твірна функція Вітні для рангу визначається як:
{\displaystyle R_{G}(u,v)=\sum \nolimits _{A\subseteq E}u^{r(E)-r(A)}v^{|A|-r(A)}} .
Дві функції еквівалентні, що можна показати простою заміною змінних:
{\displaystyle T_{G}(x,y)=R_{G}(x-1,y-1).}
Дихроматичний многочлен Татта {\displaystyle Q_{G}} є результатом іншого простого перетворення:
{\displaystyle T_{G}(x,y)=(x-1)^{-k(G)}Q_{G}(x-1,y-1)} .
Оригінальне визначення Татта {\displaystyle T_{G}} для зв'язного графа {\displaystyle G} еквівалентне (але цю еквівалентність показати технічно складніше):
{\displaystyle T_{G}(x,y)=\sum \nolimits _{i,j}t_{ij}x^{i}y^{j},}
де {\displaystyle t_{ij}} означає кількість кістякових дерев «внутрішньої активності {\displaystyle i} та зовнішньої активності {\displaystyle j}».
Третє визначення використовує рекурсію видалення — стягування. Стягування ребра {\displaystyle G/uv} графа {\displaystyle G} — це граф, отриманий злиттям вершин {\displaystyle u} і {\displaystyle v} та видаленням ребра {\displaystyle uv}, а запись {\displaystyle G-uv} означає видалення тільки ребра {\displaystyle uv}. Тоді многочлен Татта визначається рекурсією:
{\displaystyle T_{G}=T_{G-e}+T_{G/e}} ,
якщо {\displaystyle e} не є ні петлею, ні мостом, з базовим випадком:
{\displaystyle T_{G}(x,y)=x^{i}y^{j}} ,
якщо {\displaystyle G} містить {\displaystyle i} мостів та {\displaystyle j} петель та жодних інших ребер. Зокрема {\displaystyle T_{G}=1}, якщо {\displaystyle G} не містить ребер.
Модель випадкових кластерів Фортюена — Кастелейна дає інше еквівалентне визначення:
{\displaystyle Z_{G}(q,w)=\sum \nolimits _{F\subseteq E}q^{k(F)}w^{|F|}}
еквівалентний {\displaystyle T_{G}} при перетворенні:
{\displaystyle T_{G}(x,y)=(x-1)^{-k(E)}(y-1)^{-|V|}\cdot Z_{G}{\Big (}(x-1)(y-1),\;y-1{\Big )}.}

### Властивості
Многочлен Татта розкладається на зв'язні компоненти — якщо {\displaystyle G} є об'єднанням графів {\displaystyle H} і {\displaystyle H'}, що не перетинаються, то:
{\displaystyle T_{G}=T_{H}\cdot T_{H'}} .
Якщо {\displaystyle G} — планарний, а {\displaystyle G^{*}} позначає його двоїстий граф, то:
{\displaystyle T_{G}(x,y)=T_{G^{*}}(y,x)}
Зокрема, хроматичний многочлен планарного графа є потоковим многочленом його двоїстого.

### Приклади
Ізоморфні графи мають ті самі многочлени Татта, але протилежне хибне. Наприклад, многочлен Татта будь-якого дерева з {\displaystyle m} ребрами дорівнює {\displaystyle x^{m}}.
Многочлени Татта часто публікують у вигляді таблиці коефіцієнтів {\displaystyle t_{ij}} членів {\displaystyle x^{i}y^{j}} у рядку {\displaystyle i} та стовпці {\displaystyle j}. Наприклад, многочлен Татта графа Петерсена,
{\displaystyle {\begin{aligned}36x&+120x^{2}+180x^{3}+170x^{4}+114x^{5}+56x^{6}+21x^{7}+6x^{8}+x^{9}\\&+36y+84y^{2}+75y^{3}+35y^{4}+9y^{5}+y^{6}\\&+168xy+240x^{2}y+170x^{3}y+70x^{4}y+12x^{5}y\\&+171xy^{2}+105x^{2}y^{2}+30x^{3}y^{2}\\&+65xy^{3}+15x^{2}y^{3}\\&+10xy^{4},\end{aligned}}}
Записується у вигляді такої таблиці:
| 0   | 36  | 84  | 75 | 35 | 9 | 1 |
| 36  | 168 | 171 | 65 | 10 |   |   |
| 120 | 240 | 105 | 15 |    |   |   |
| 180 | 170 | 30  |    |    |   |   |
| 170 | 70  |     |    |    |   |   |
| 114 | 12  |     |    |    |   |   |
| 56  |     |     |    |    |   |   |
| 21  |     |     |    |    |   |   |
| 6   |     |     |    |    |   |   |
| 1   |     |     |    |    |   |   |

Інший приклад, многочлен Татта графа октаедра дорівнює:
{\displaystyle {\begin{aligned}&12\,{y}^{2}{x}^{2}+11\,x+11\,y+40\,{y}^{3}+32\,{y}^{2}+46\,yx+24\,x{y}^{3}+52\,x{y}^{2}\\&+25\,{x}^{2}+29\,{y}^{4}+15\,{y}^{5}+5\,{y}^{6}+6\,{y}^{4}x\\&+39\,y{x}^{2}+20\,{x}^{3}+{y}^{7}+8\,y{x}^{3}+7\,{x}^{4}+{x}^{5}\end{aligned}}}

## Історія
Інтерес Вільяма Татта до формули видалення-стягування виник у дні його студентства в Триніті-коледжі (Кембридж) і викликаний досконалими прямокутниками й кістяковими деревами. Він часто використовував формулу в дослідженнях і «дивувався, коли виявляв інші цікаві функції на графах, інваріантні відносно ізоморфізмів, зі схожими рекурсивними формулами». Рональд Фостер зазначив, що хроматичний многочлен є однією з таких функцій, а Татт почав виявляти інші. Оригінальною термінологією для інваріантів графів, що задовольняють рекурсії видалення-стягування була W-функція, а термін V-функція він використав для множення компонент. Татт писав: «Бавлячись із W-функціями, я отримав многочлен від двох змінних, з якого можна було отримати хроматичний многочлен або потоковий многочлен, присвоївши одній змінній нуль та поправивши знаки». Татт назвав цю функцію дихроматичною і показав, що вона є узагальненням хроматичного многочлена на дві змінні, але цей многочлен зазвичай згадують як многочлен Татта. За словами Татта, «Це могло бути неприємно Гасслеру Вітні, який використовував аналогічні коефіцієнти і не пробував пристосувати їх для двох змінних». (Існує плутанина між терміном «біхромат» і дещо відмінним «біхроматичним многочленом», який Татт увів у іншій статті.) Узагальнення многочлена Татта для матроїдів опублікував Крапо, хоча воно вже з'являлося в тезах Татта.
Незалежно, працюючи в галузі алгебричної теорії графів, Поттс почав 1952 року вивчати статистичні суми деяких моделей статистичної механіки. У роботі 1972 року про модель випадкових кластерів, узагальнення моделі Поттса, Фортюен і Кастелльон дали об'єднаний вираз, який показав зв'язок цієї моделі з многочленом Татта.

## Спеціалізації
У різних точках та прямих площини {\displaystyle (x,y)} многочлен Татта дає значення, які окремо вивчаються в різних галузях математики і фізики. Частково привабливість многочлена Татта викликана поєднанням методу аналізу цих величин.

### Хроматичний многочлен

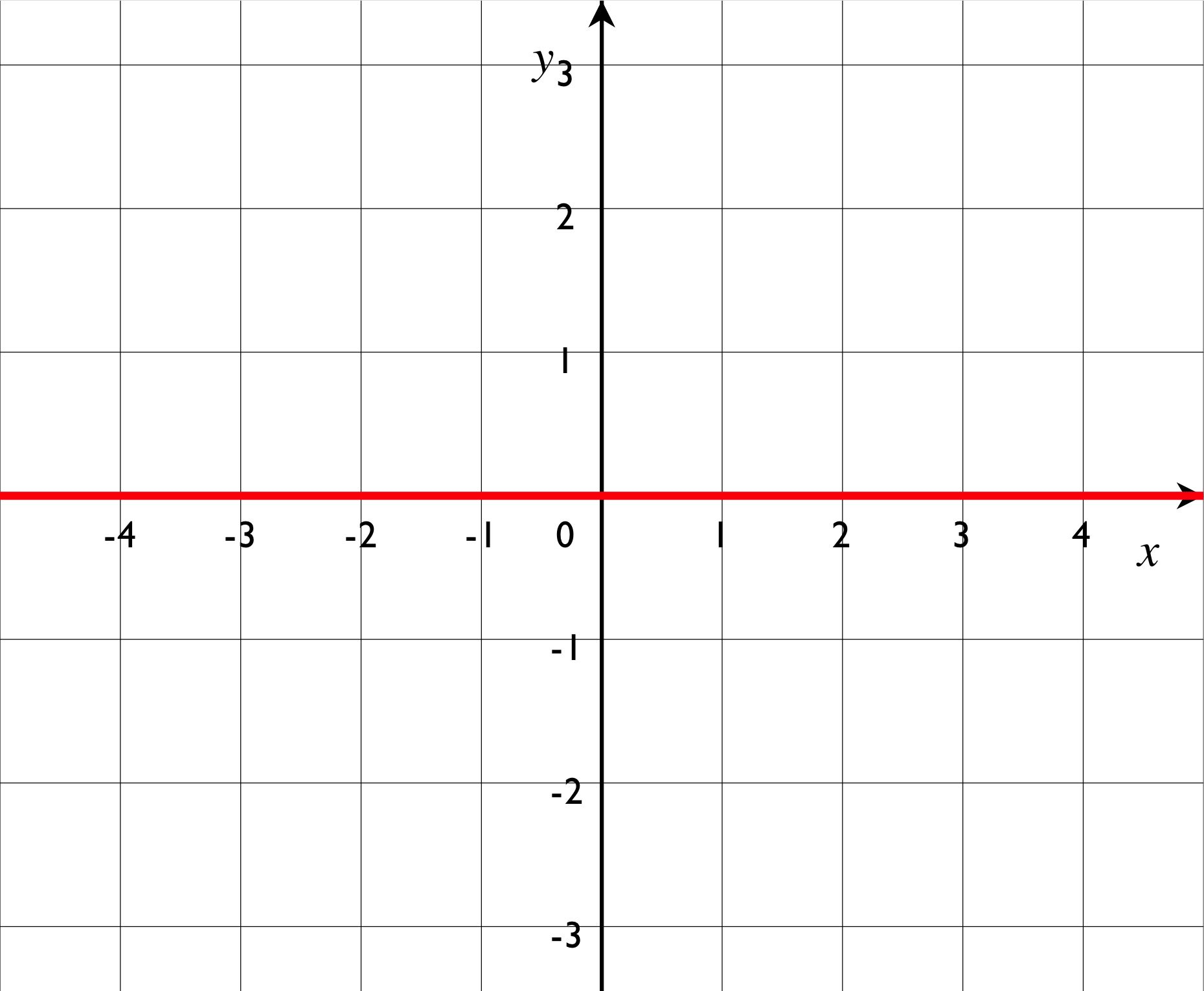
Хроматичний многочлен, намальований на площині Татта

При {\displaystyle y=0} многочлен Татта перетворюється на хроматичний многочлен,
{\displaystyle \chi _{G}(\lambda )=(-1)^{|V|-k(G)}\lambda ^{k(G)}T_{G}(1-\lambda ,0),}
де {\displaystyle k(G)} позначає кількість зв'язних компонент графа {\displaystyle G}.
Для цілого {\displaystyle \lambda } значення хроматичного многочлена {\displaystyle \chi _{G}(\lambda )} дорівнює кількості розфарбувань вершин графа {\displaystyle G} за використання {\displaystyle \lambda } кольорів. Зрозуміло, що {\displaystyle \chi _{G}(\lambda )} не залежить від набору кольорів. Менш ясно, що функція є багаточленом від {\displaystyle \lambda } із цілими коефіцієнтами. Щоб це зрозуміти, зауважимо:
1. Якщо граф {\displaystyle G} має {\displaystyle n} вершин і не має ребер, то {\displaystyle \chi _{G}(\lambda )=\lambda ^{n}}.
2. Якщо граф {\displaystyle G} містить петлю (ребро, що з'єднує вершину з тією самою вершиною), то {\displaystyle \chi _{G}(\lambda )=0}.
3. Якщо {\displaystyle e} — ребро, яке не є петлею, то

{\displaystyle \chi _{G}(\lambda )=\chi _{G\setminus e}(\lambda )-\chi _{G/e}(\lambda ).}
Ці три умови дозволяють обчислити {\displaystyle \chi _{G}(\lambda )} послідовними видаленнями та стягуваннями. Однак ці операції не дають гарантії, що різна послідовність операцій призведе до того ж результату. Єдиність гарантується фактом, що {\displaystyle \chi _{G}(\lambda )} підраховує речі, незалежні від рекурсії. Зокрема,
{\displaystyle T_{G}(2,0)=(-1)^{|V|}\chi _{G}(-1)}
дає кількість ациклічних орієнтацій.

### Многочлен Джонса

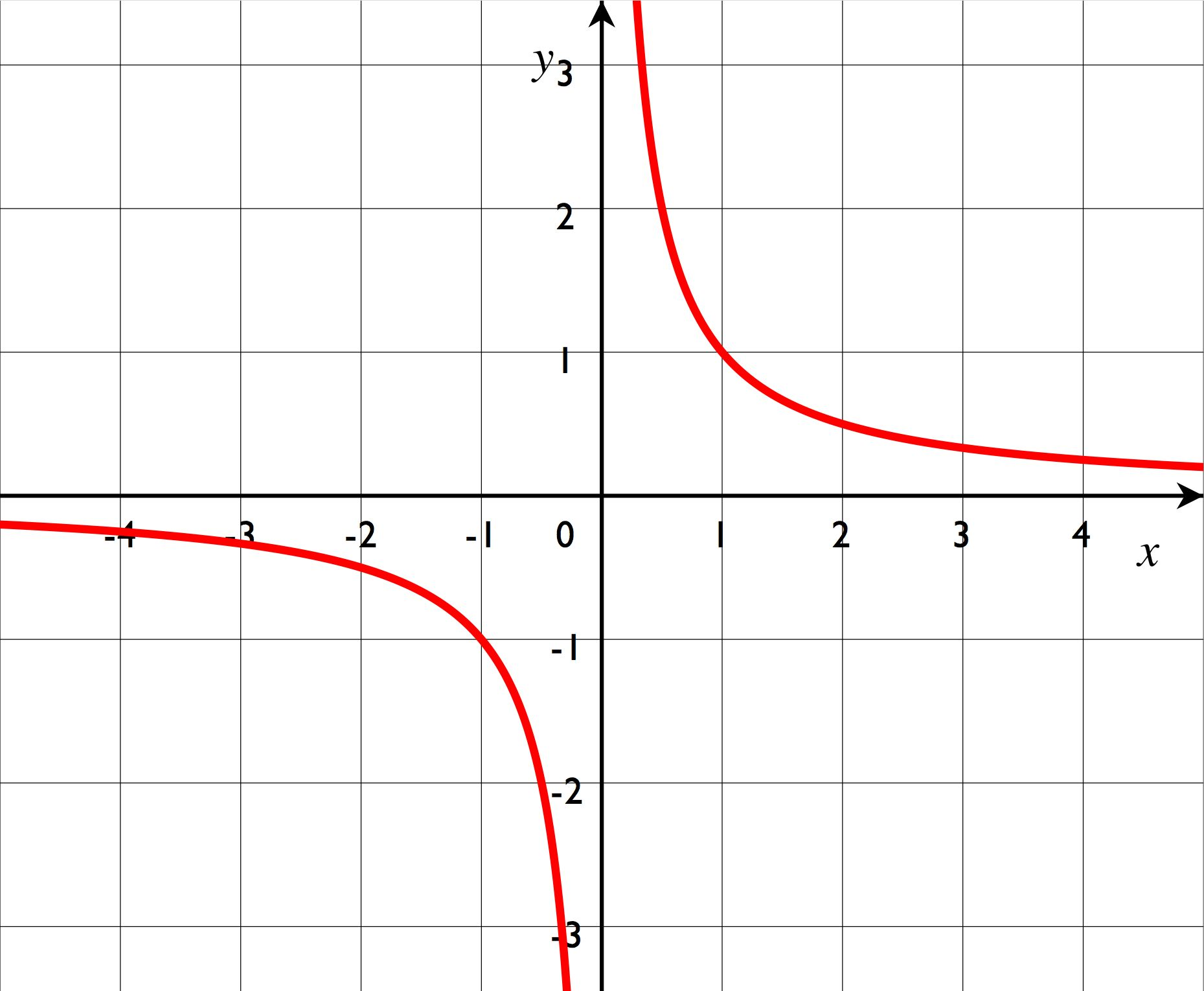
Множина аргументів, за яких многочлен Татта зводиться до многочлена Джонса

Уздовж гіперболи {\displaystyle xy=1} многочлен Татта планарного графа зводиться до многочлена Джонса пов'язаного альтернованого вузла.

### Індивідуальні точки

#### (2,1)
{\displaystyle T_{G}(2,1)} підраховують кількість дерев, тобто число ациклічних підмножин ребер.

#### (1,1)
{\displaystyle T_{G}(1,1)} підраховує кількість кістяків (ациклічних підграф з тим самим числом компонент зв'язності, що й у графа {\displaystyle G}). Якщо граф зв'язний, {\displaystyle T_{G}(1,1)} підраховує кількість кістякових дерев.

#### (1,2)
{\displaystyle T_{G}(1,2)} підраховує кількість кістякових підграфів із таким самим числом компонент зв'язності, що й у графа {\displaystyle G}.

#### (2,0)
{\displaystyle T_{G}(2,0)} підраховує кількість ациклічних орієнтацій графа {\displaystyle G}.

#### (0,2)
{\displaystyle T_{G}(0,2)} підраховує число строго зв'язних орієнтацій графа {\displaystyle G}.

#### (0,-2)
Якщо граф {\displaystyle G} є 4-регулярним графом, то
{\displaystyle (-1)^{|V|+k(G)}T_{G}(0,-2)}
підраховує кількість ациклічних орієнтацій графа {\displaystyle G}. Тут {\displaystyle k(G)} — число зв'язних компонент графа {\displaystyle G}.

#### (3,3)
Якщо граф {\displaystyle G} є {\displaystyle m\times n}-решіткою, то {\displaystyle 2T_{G}(3,3)} підраховує кількість шляхів замощення прямокутника із шириною {\displaystyle 4m} та всотою {\displaystyle 4n} плитками T-тетраміно.
Якщо граф {\displaystyle G} планарний, то {\displaystyle 2T_{G}(3,3)} дорівнює сумі зважених ейлерових орієнтацій у серединному графі графа {\displaystyle G} де вага дорівнює від 2 до числа сідлових вершин орієнтації (тобто число вершин з ребрами в циклічному порядку «in, out, in out»[прояснити]).

### Моделі Поттса та Ізінга
Для гіперболи на площині {\displaystyle xy} :
{\displaystyle H_{2}:\quad (x-1)(y-1)=2}

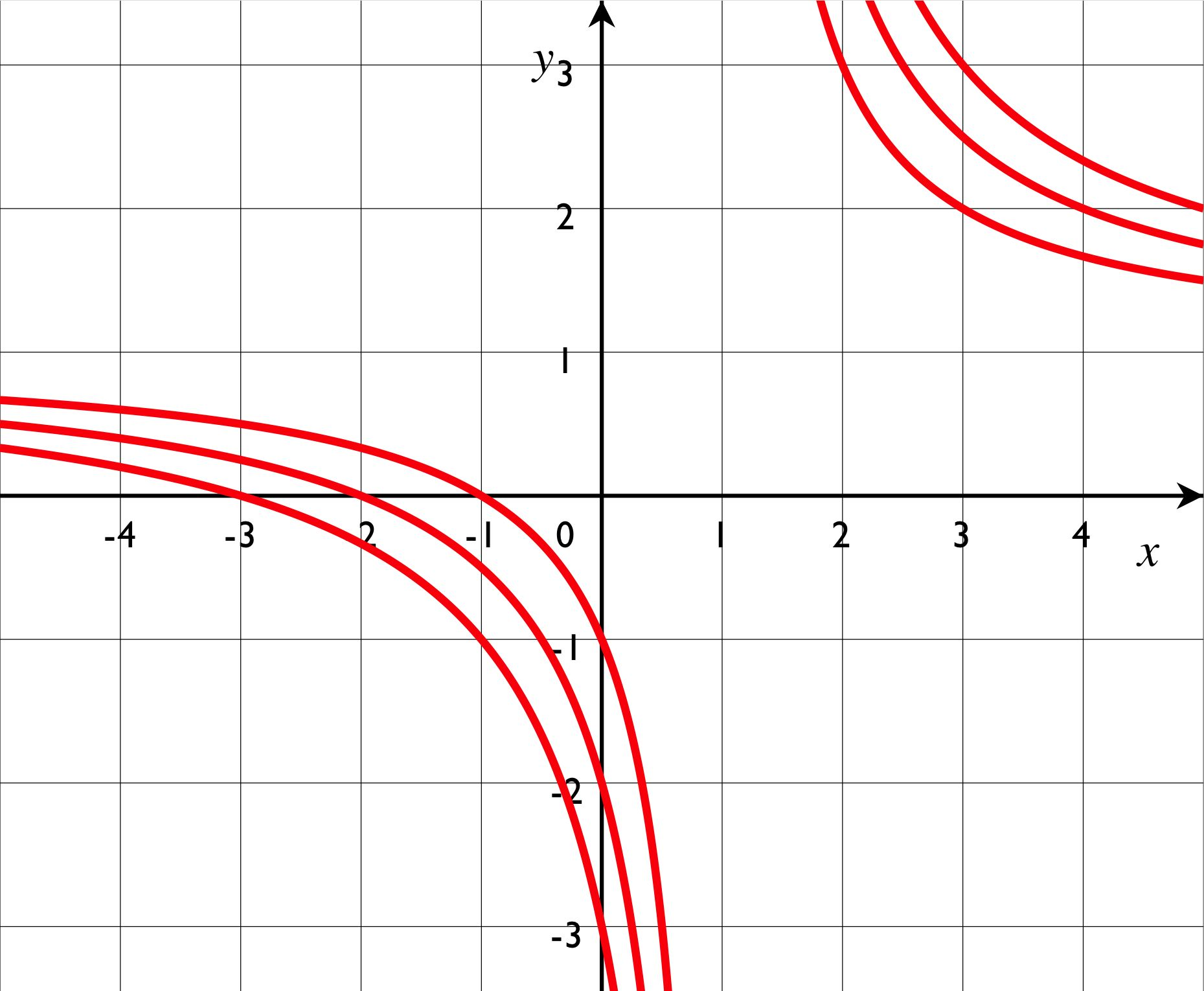
Статистична сума для моделі Ізінга та моделі Поттса з 3 та 4 станами, намальованими на площині Татта

многочлен Татта зводиться до статистичної суми {\displaystyle Z(\cdot )} моделі Ізінга, що вивчається в статистичній фізиці. Зокрема, вздовж гіперболи {\displaystyle H_{2}} двійка пов'язана з рівнянням:
{\displaystyle Z(G)=2\left(e^{-\alpha }\right)^{|E|-r(E)}\left(4\sinh \alpha \right)^{r(E)}T_{G}\left(\coth \alpha ,e^{2\alpha }\right)} .
Зокрема:
{\displaystyle (\coth \alpha -1)\left(e^{2\alpha }-1\right)=2}
для всіх комплексних {\displaystyle \alpha }.
Загальніше, якщо для будь-якого додатного {\displaystyle q} визначити гіперболу:
{\displaystyle H_{q}:\quad (x-1)(y-1)=q} ,
то многочлен Татта зводиться до статистичної суми моделі Поттса з {\displaystyle q} станами. Різні фізичні величини, аналізовані за допомогою моделі Поттса, перетворюються на конкретні частини {\displaystyle H_{q}}.
| Модель Поттса                       | Многочлен Татта                                                       |
| ----------------------------------- | --------------------------------------------------------------------- |
| Феромагнетик                        | Додатна гілка {\displaystyle H_{q}}                                   |
| Антиферомагнетики                   | Від'ємна гілка {\displaystyle H_{q}} при {\displaystyle y>0}          |
| Висока температура                  | Асимптота {\displaystyle H_{q}} до {\displaystyle y=1}                |
| Низькотемпературні феромагнетики    | Асимптота додатної гілки {\displaystyle H_{q}} до {\displaystyle x=1} |
| Ферромагентики нульової температури | Розфарбування графа в q кольорів, тобто, {\displaystyle x=1-q,y=0}    |

### Потоковий многочлен

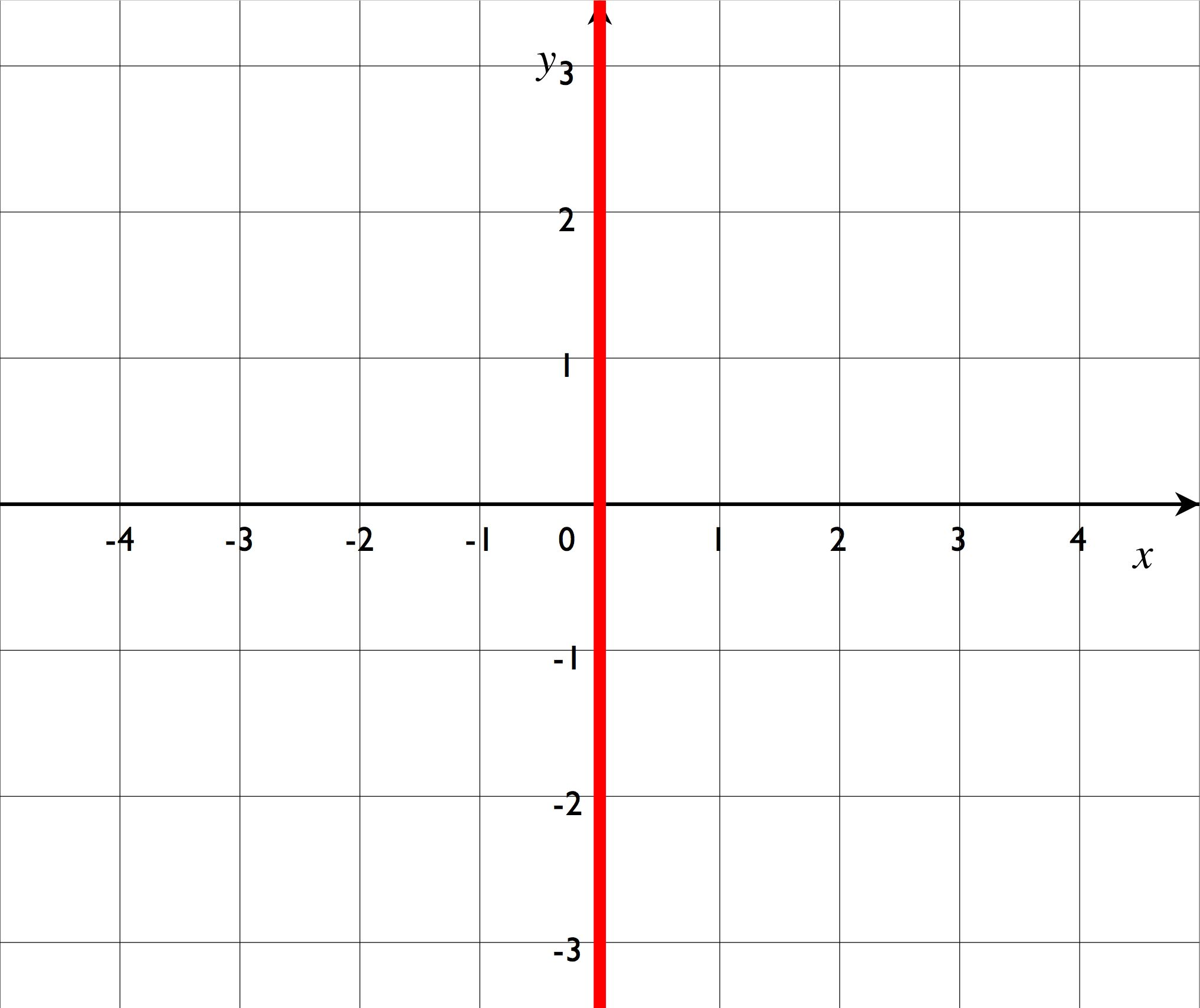
Потоковий многочлен, намальований у площині Татта

При {\displaystyle x=0} многочлен Татта перетворюється на потоковий многочлен, що вивчається в комбінаториці. Для зв'язного неорієнтованого графа {\displaystyle G} і цілого числа {\displaystyle k} ніде не нульовий {\displaystyle k}-потік є призначенням значень «потоку» {\displaystyle 1,2,\dots ,k-1} ребрам довільної орієнтації графа {\displaystyle G}, так що сума потоків входу та виходу в кожній вершині конгруентна за модулем {\displaystyle k}. Потоковий многочлен {\displaystyle C_{G}(k)} означає число ніде не нульових {\displaystyle k}-потоків. Це значення безпосередньо пов'язане з хроматичним многочленом. Фактично, якщо {\displaystyle G} — планарний граф, хроматичний многочлен графа {\displaystyle G} еквівалентний потоковому многочлену його двоїстого графа {\displaystyle G^{*}} у тому сенсі, що має місце таке твердження (Татт):
{\displaystyle C_{G}(k)=k^{-1}\chi _{G^{*}}(k)} .
Зв'язок із многочленом Татта дається рівністю:
{\displaystyle C_{G}(k)=(-1)^{|E|+|V|+k(G)}T_{G}(0,1-k)} .

### Многочлен живучості

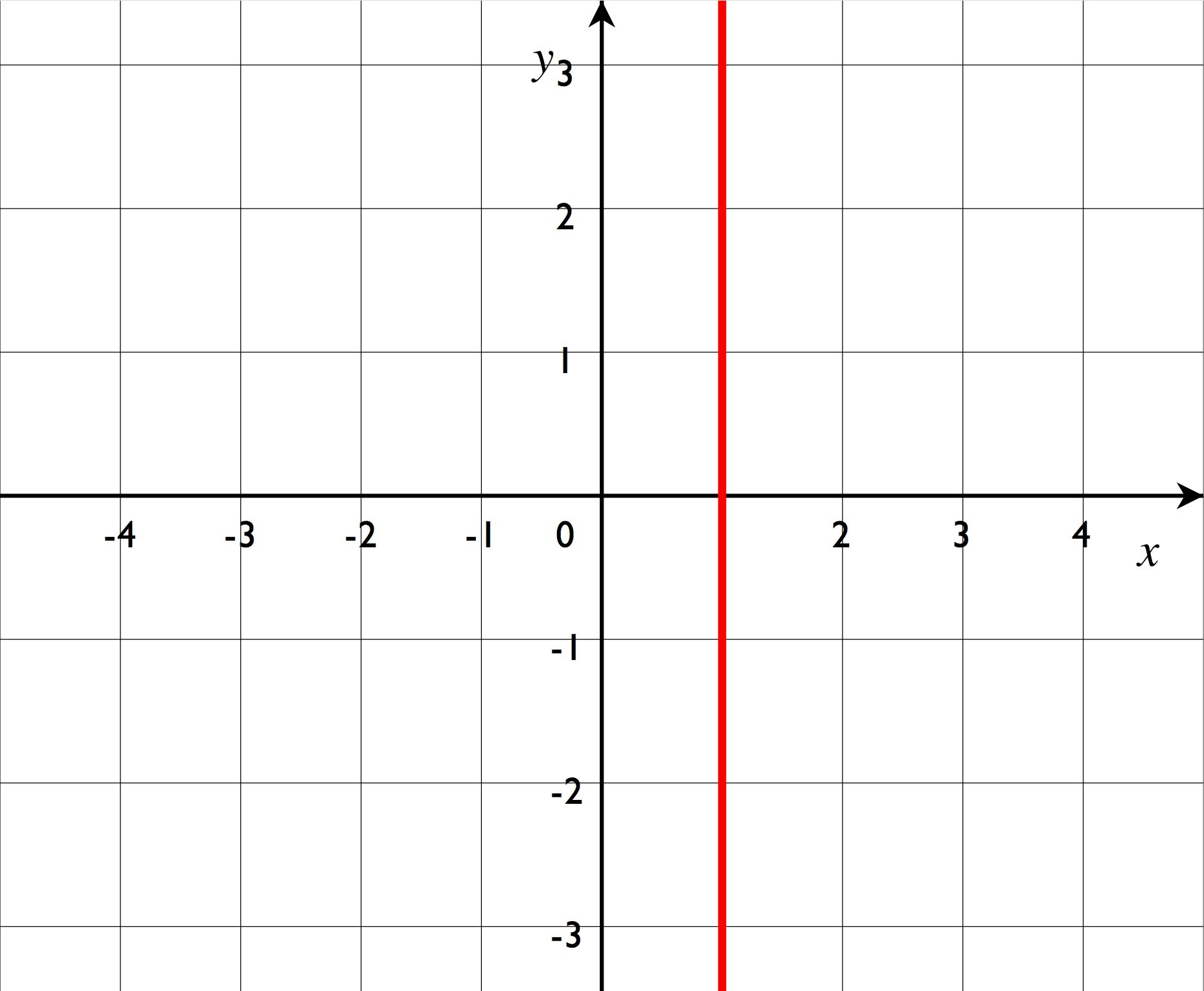
Многочлен живучості, намальований на площині Татта

При {\displaystyle x=1} многочлен Татта перетворюється на многочлен живучості, що вивчається в теорії мереж. У зв'язному графі {\displaystyle G} видаляється будь-яке ребро з ймовірністю {\displaystyle p}, що моделює випадкові випадання ребра. Тоді многочлен живучості — це функція {\displaystyle R_{G}(p)}, многочлен від {\displaystyle p}, який дає ймовірність, що будь-яка пара вершин у {\displaystyle G} залишається зв'язною після випадання ребра. Зв'язок із многочленом Татта описує рівність
{\displaystyle R_{G}(p)=(1-p)^{|V|-k(G)}p^{|E|-|V|+k(G)}T_{G}\left(1,{\tfrac {1}{p}}\right)} .

### Дихроматичний многочлен
Татт визначив також близьке узагальнення від 2 змінних хроматичного многочлена, дихроматичний многочлен графа:
{\displaystyle Q_{G}(u,v)=\sum \nolimits _{A\subseteq E}u^{k(A)}v^{|A|-|V|+k(A)},}
де {\displaystyle k(A)} — число зв'язних компонент кістякового підграфа {\displaystyle (V,A)}. Він пов'язаний із ранговим многочленом Вітні рівністю:
{\displaystyle Q_{G}(u,v)=u^{k(G)}\,R_{G}(u,v)} .
Дихроматичний многочлен не узагальнюється для матроїдів, оскільки {\displaystyle k(A)} не є властивістю матроїдів — різні графи з тим самим матроїдом можуть мати різну кількість компонент зв'язності.

## Пов'язані багаточлени

### Многочлен Мартіна
Многочлен Мартіна {\displaystyle m_{\vec {G}}(x)} орієнтованого 4-регулярного графа {\displaystyle {\vec {G}}} визначив П'єр Мартін 1977 року. Він показав, що якщо {\displaystyle G} — плоский граф та {\displaystyle {\vec {G}}_{m}} — його орієнтований серединний граф, то
{\displaystyle T_{G}(x,x)=m_{{\vec {G}}_{m}}(x).}

## Алгоритми

### Формула видалення-стягування

Алгоритм видалення-стягування, застосований до алмаза. Червоні ребра видалено в лівому нащадку і стягнуто в правому. Отриманий многочлен є сумою одночленів листків,.

Використання формули видалення-стягування для многочлена Татта
{\displaystyle T_{G}(x,y)=T_{G\setminus e}(x,y)+T_{G/e}(x,y)},
де {\displaystyle e} не є ні петлею, ні мостом, дає рекурсивний алгоритм обчислення многочлена — вибирається будь-яке відповідне ребро {\displaystyle e} і застосовується формула, доки не залишаться тільки петлі та мости. Одночлени, отриманеі в результаті виконання, легко обчислити.
З точністю до поліноміального множника час виконання {\displaystyle t} цього алгоритму можна виразити в термінах числа вершин {\displaystyle n} та числа ребер {\displaystyle m} графа:
{\displaystyle t(n+m)=t(n+m-1)+t(n+m-2)},
рекурентне відношення, яке зростає як числа Фібоначчі.
{\displaystyle t(n+m)=\left({\frac {1+{\sqrt {5}}}{2}}\right)^{n+m}=O\left(1,6180^{n+m}\right).}
Аналіз можна покращити у величині поліноміального множника числа {\displaystyle \tau (G)} кістякових дерев вхідного графа. Для розріджених графів з {\displaystyle m=O(n)} час роботи алгоритму дорівнює {\displaystyle O(\exp(n))}. Для регулярних графів степеня {\displaystyle k} число кістякових дерев можна обмежити величиною
{\displaystyle \tau (G)=O\left(\nu _{k}^{n}n^{-1}\log n\right)},
де
{\displaystyle \nu _{k}={\frac {(k-1)^{k-1}}{(k^{2}-2k)^{{\frac {k}{2}}-1}}}}.
Наприклад:
{\displaystyle \nu _{5}\approx 4{,}4066}.
На практиці, щоб уникнути деяких рекурсивних викликів, використовується перевірка на ізоморфізм. Цей підхід добре працює для сильно розріджених графів і графів з багатьма симетріями, при цьому швидкість роботи алгоритму залежить від методу вибору ребра {\displaystyle e}.

### Виняток Гауса
У деяких обмежених випадках многочлен Татта можна обчислити за поліноміальний час завдяки тому, що виняток Гауса ефективно обчислює визначник і пфаффіан. Ці алгоритми самі є важливим результатом алгебричної теорії графів і статистичної механіки.
{\displaystyle T_{G}(1,1)} дорівнює числу {\displaystyle \tau (G)} кістякових дерев зв'язного графа. Його можна обчислити за поліноміальний час як визначник максимальної головної підматриці матриці Кірхгофа графа {\displaystyle G} — ранній результат алгебричної теорії графів, відомий як матрична теорема про дерева. Аналогічно, розмірність простору біциклів {\displaystyle T_{G}(-1,-1)} можна обчислити за поліноміальний час за допомогою методу винятків Гауса.
Для планарних графів функція розподілу моделі Ізінга, тобто многочлен Татта на гіперболі {\displaystyle H_{2}}, можна виразити як пфаффіан і ефективно обчислити за допомогою алгоритму FKT. Цю ідею розробляли Фішер, Кастелейн і Темперлі для обчислення числа покриттів плитками доміно планарної моделі ґратки.

### Метод Монте-Карло для ланцюгів Маркова
Використовуючи метод Монте-Карло для ланцюгів Маркова, можна довільно добре апроксимувати многочлен Татта вздовж гілки {\displaystyle H_{2}}, еквівалентно, функції розподілу феромагнітної моделі Ізінга. Цей підхід використовує тісний зв'язок між моделлю Ізінга та задачею підрахунку парувань у графі. Ідея цього підходу, що належить Джерраму і Синклеру, полягає в утворенні ланцюга Маркова, стан якого відповідає паруванням вхідного графа. Переходи визначаються вибором ребер випадковим чином і відповідно модифікуються пароування. Отриманий ланцюг Маркова швидко змішується і веде до «досить випадкових» парувань, які можна використати для виявлення функції розподілу, використовуючи випадкову вибірку. Отриманий алгоритм є схемою наближення до поліноміального часу (FPRAS).

## Обчислювальна складність
Із многочленом Татта асоціюються деякі обчислювальні задачі. Найочевидніша:
ВхідГраф {\displaystyle G}
ВихідКоефіцієнти {\displaystyle T_{G}}
Зокрема, вивід дозволяє обчислити {\displaystyle T_{G}(-2,0)}, що еквівалентно підрахунку 3-розфарбувань графа {\displaystyle G} . Ця задача є #P-повною, навіть якщо вона обмежена сімейством планарних графів, так що задача обчислення коефіцієнтів многочлена Татта для даного графа є #P-складною навіть для планарних графів.
Значно більше уваги приділено сімейству задач, званих Tutte {\displaystyle (x,y)}, визначених для будь-якої комплексної пари {\displaystyle (x,y)}:
ВхідГраф {\displaystyle G}
ВихідЗначення {\displaystyle T_{G}(x,y)}
Складність цієї задачі змінюється залежно від координат {\displaystyle (x,y)}.

### Точне обчислення

Площина Татта.
Будь-яка точка на дійсній площині відповідає задачі обчислення.
У червоних точках задачі можна обчислити за поліноміальний час.
У синіх точках задача є, у загальному випадку, #P-складною, але обчислювана за поліноміальний час для планарних графів.
У будь-якій точці в білій області задача P-складна навіть для двочасткових планарних графів.

Якщо {\displaystyle x} і {\displaystyle y} — невід'ємні цілі числа, задача {\displaystyle T_{G}(x,y)} належить до класу #P. У випадку для цілих пар многочлен Татта містить від'ємні члени, що поміщає задачу в клас складності GapP, замикання класу #P за відніманням. Для раціональних координат {\displaystyle (x,y)} можна визначити раціональний аналог класу #P.
Обчислювальна складність точного обчислення {\displaystyle T_{G}(x,y)} розпадається на два класи для {\displaystyle x,y\in \mathbb {C} }. Задача #P-складна, якщо тільки {\displaystyle (x,y)} не лежить на гіперболі {\displaystyle H_{1}} або не є однією з точок
{\displaystyle \left\{(1,1),(-1,-1),(0,-1),(-1,0),(i,-i),(-i,i),\left(j,j^{2}\right),\left(j^{2},j\right)\right\},\qquad j=e^{\frac {2\pi i}{3}}} .
У цих випадках задачу можна розв'язати за поліноміальний час. Якщо задачу обмежено класом планарних графів, то в точках гіперболи {\displaystyle H_{2}} задача стає обчислюваною за поліноміальний час. Всі інші точки залишаються #P-складними навіть для двочасткових планарних графів. У статті про дихотомію планарних графів Вертіган стверджує, що той самий результат істинний, якщо накласти додаткові обмеження на графи (степінь вершини не перевищує трьох), крім точки {\displaystyle T_{G}(0,-2)}, яка підраховує ніде не нульові {\displaystyle \mathbb {Z} _{3}}-потоки і в якій задачу можна розв'язати за поліноміальний час.
Ці результати містять деякі важливі окремі випадки. Наприклад, задача обчислення функції розподілу моделі Ізінга в загальному випадку #P-складна, хоча алгоритми Онсангера та Фішера розв'язують її для плоских решіток. Також обчислення многочлена Джонса є #P-складною задачею. Нарешті, обчислення числа розфарбувань у чотири кольори планарного графа #P-повне, хоча задача розв'язності тривіальна, зважаючи на теорему про чотири фарби. Для контрасту, легко бачити, що підрахунок числа розфарбувань планарного графа в три кольори є #P-повним, оскільки відомо, що задача розв'язності NP-повна згідно з економному зниження.

### Апроксимація
Питання, які точки дозволяють алгоритми апроксимації, добре вивчене. Крім точок, які можна обчислити точно за поліноміальний час, єдиним апроксимаційним алгоритмом, відомим для {\displaystyle T_{G}(x,y)}, є (FPRAS) алгоритм Джеррама та Синклера, який працює для точок на гіперболі Ізінга {\displaystyle H_{2}} для {\displaystyle y>0}. Якщо вхідний граф обмежено до щільних графів зі степенем {\displaystyle \Omega (n)} існує FPRAS-алгоритм, якщо {\displaystyle x\geqslant 1,y\geqslant 1}.
Хоча в разі апроксимації ситуація не так добре вивчена, як для точних обчислень, відомо, що великі ділянки площини важко апроксимувати.